# 李晨风
李晨风（1909年6月1日—1985年5月21日），原名李秉权，男，原籍广东新会，生于广东广州，电影编剧、导演，代表作有《寒夜》、《苏小小》、《人海孤鸿》等。

## 外部連結
- 李晨风在香港影庫上的簡介